# Grand Prix de Fourmies 2003
Il Grand Prix de Fourmies 2003, settantunesima edizione della corsa, si svolse il 14 settembre 2003, per un percorso totale di 200 km. Fu vinto dall'australiano Baden Cooke che giunse al traguardo con il tempo di 4h36'23" alla media di 43,41 km/h.
Al traguardo 120 ciclisti portarono a termine la gara.

## Ordine d'arrivo (Top 10)
| Pos. | Corridore         | Squadra         | Tempo    |
| ---- | ----------------- | --------------- | -------- |
| 1    | Baden Cooke       | Fdjeux.com      | 4h36'23" |
| 2    | Daniele Nardello  | Team Telekom    | s.t.     |
| 3    | Fabian Wegmann    | Gerolsteiner    | s.t.     |
| 4    | Robbie McEwen     | Lotto-Domo      | a 3"     |
| 5    | Frank Høj         | Team Fakta      | s.t.     |
| 6    | Gert Vanderaerden | Palmans         | s.t.     |
| 7    | Mirko Celestino   | Saeco           | s.t.     |
| 8    | David Kopp        | Team Telekom    | s.t.     |
| 9    | Ludovic Capelle   | Landbouwkrediet | s.t.     |
| 10   | Matteo Carrara    | De Nardi        | s.t.     |